# Nghịch lý Russell
Trong cơ sở của toán học, Nghịch lý Russell hay Mâu thuẫn Russell (đặt tên theo nhà triết học Bertrand Russell, người tìm ra nó vào năm in 1901) cho thấy rằng thuyết tập hợp chất phác của Georg Cantor sẽ dẫn đến mâu thuẫn. Nhà khoa học Ernst Zermelo cũng phát hiện ra điều tương tự nhưng ông không công bố khám phá của mình mà chỉ tiết lộ điều này cho Edmund Husserl cùng với một số thành viên khác của Đại học Göttingen.
Theo thuyết tập hợp chất phác, bất cứ nhóm sự vật nào định nghĩa được đều được xem như là một Tập hợp. Ở đây, giả sử R là một tập hợp của tất cả các tập hợp không phải là thành viên của chính nó. Nếu R tồn tại dưới tư cách là một tập hợp của chính nó, R mâu thuẫn với định nghĩa một tập hợp của tất cả các tập hợp không phải là thành viên của chính nó. Ngược lại, nếu một tập hợp như R không phải là thành viên của chính nó, thì do định nghĩa được nêu nó sẽ tồn tại như một thành viên của chính nó. Nội dung của đoạn văn này chính là nghịch lý Russel. Viết theo ký hiệu thì nghịch lý này là:
Nếu {\displaystyle R=\{x\mid x\not \in x\}{\text{, suy ra }}R\in R\iff R\not \in R}
Có hai phương án giúp giải quyết nghịch lý này được đề xuất vào năm 1908. Một trong số đó là thuyết loại hình do Russell đề xuất, và thứ hai là thuyết tập hợp Zermelo, phiên bản đầu tiên của thuyết tập hợp tiên đề. Zermelo's axioms went well beyond Frege's axioms of extensionality and unlimited set abstraction, và sau cùng phát triển thành thuyết tập hợp Zermelo–Fraenkel (ZF).
Nghịch lý Russell là một phát hiện gây chấn động nền toán học cơ sở cũng như các thuyết tập hợp trong đầu thế kỷ 20.

## Một số biến thể
- Nghịch lý thợ cắt tóc.
- Phiên bản nguyên thủy của nghịch lý Russell: một chiếc hộp chứa tất cả những chiếc hộp không chứa chính nó.
- Nghịch lý Grelling–Nelson: một từ mô tả tất cả các từ không mô tả chính nó.
- Nghịch lý Richard

## Một số nghịch lý liên quan
- Nghịch lý người nói dối hay nghịch lý Epimenides
- Nghịch lý Kleene–Rosser, cho thấy phép tính lambda nguyên thủy hàm chứa mâu thuẫn
- Nghịch lý Curry
- Nghịch lý về số nguyên không đáng chú ý có giá trị nhỏ nhất